# اسپندارهای گل‌سفید
اسپندارهای گل‌سفید (نام علمی: Rauhocereus riosaniensis) نام یک گونه از مودارتباران است.